# .bzh
A .bzh egy elfogadott, szponzorált internetes legfelső szintű tartomány kód, melyet Bretagne-nak és a breton kultúráknak és nyelveknek szántak. 2013. május 10-én az ICANN elfogadta a tartomány létrehozását. 2014. február 27-én az ICANN aláírta a beiktatási szerződést a kérelmezővel.

## Történet
A .bzh tartomány létrehozásának ötletét először Christian Ménard (a francia parlament egyik tagja) említette meg 2004-ben. A .cat tartomány beiktatása megújította az ötletet.
Mikael Bodlore-Penlaez a Geobreizh.com oldalon indított online petíciója megmozgatta a közvéleményt, és az emberek kifejezték a bátorításukat a helyi hatóságoknak a projekttel kapcsolatban. A Conseil Général d'Ille et Vilaine (2006. április 14.), a Conseil Régional de Bretagne (2006. június 14.) és Conseil Général du Finistère (2006. június 15.) mind támogatni kezdték a .bzh létrehozásának ötletét.
2007-ben Bretagne Regionális Tanácsa (Conseil Régional de Bretagne) elkezdte tanulmányozni a tartomány használhatóságát. Az irányító bizottság igazgatásában és sok más érintett közreműködésével a tanulmány eredményeként 2008-ban megállapodtak egy formális struktúrában amely támogatja a www.bzh alkalmazását.
A www.bzh egyesület felelős az alkalmazás megalapításáért, összegyűjtve a legfontosabb forrásokat, hogy biztosítsa az alávetettségét és védelmezését a breton közösséggel szemben. Az egyesületnek 2008 decemberében garantálta a finanszírozási költségeket a Bretagne Regionális Tanács. Az online petíció keretein belül mára már 21.000 aláírás gyűlt össze.